# Вівасват
Вівасват (санскр. विवस्वत्,  vivasvat IAST) — у ведичній релігії солярне божество, уособлення світла на небі й землі, прародитель людей. У Ріг-веді Вівасват згадується близько 30 разів. 
За походженням Вівасват — останній (восьмий) син Адіті; він народився без рук і без ніг, гладкий з усіх боків, тому що старші брати Мітра, Варуна, Бхага та інші відсікли все зайве, і так виник прабатько людей. З решти його частин виник слон. Таким чином, в Яджур-веді і брахманах Вівасват належить до адітьїв. 
Згодом, у післяведичний період, цей бог зрівнявся з іншими богами, став сонцем, тобто Сур'єю, а ім'я Вівасват стало епітетом Сур'ї. У деяких текстах Вівасват іменується Мартанду. Згідно з Рігведою він перший здійснив жертвоприношення і дарував людям вогонь. Бог вогню Агні виступає в Рігведі вісником Вівасвата, який уособлює світло. З цим богом тісно пов'язані Індра, Сома, Ашвіни і особливо Яма; його ім'я вживається як епітет Агні і Ушаса. 
Дружиною Вівасвата була Сарань, дочка Тваштара, або Санджня, також дочка Тваштара чи Вішвакарма. В обох версіях нащадки від цих дружин носять одні й ті ж імена. Від дружини у Вівасвата народилися близнюки Ямі і Яма, названий по батькові Вайвасвата. Сарань (або санджня) потім, не бажаючи жити з чоловіком, втекла від нього в образі кобилиці, але Вівасват, перетворившись на коня, наздогнав її і домігся примирення. У результаті з ніздрів дружини Вівасвата народилися близнюки Ашвіни, санджня, не в силах терпіти яскравий блиск свого чоловіка, поступилася своїм місцем служниці Чає і втекла. Вівасват, думаючи, що Чає і є його дружина, ліг із нею, і вона народила двох синів і дочку. Синів звали Саварні і Шані, дочку ж Тапаті. Також з часів Атхарва-веди сином Вівасвата вважається Ману Вайвасвата.